# Cyrus Derman
Pour les articles homonymes, voir Derman.
Cyrus Derman (1925-2011) est un mathématicien américain qui s’occupait de théorie de la probabilité et de recherche opérationnelle. Il était professeur à l'Université Columbia . 

## Formation et carrière
Il est le fils d'un grossiste qui avait immigré de Lituanie et il souhaitait devenir un violoniste de concert dans sa jeunesse. Derman a obtenu son baccalauréat en 1948 et sa maîtrise en 1949 à l'Université de Pennsylvanie (spécialisation en mathématiques et musique) et a obtenu son doctorat en 1954 sous la direction de Theodore Harris en statistique mathématique à l'Université Columbia avec une thèse intitulée « Some contributions to Markov chain theory » (Quelques contributions à la théorie de la chaîne de Markov). En 1953, il est instructeur à l'Université de Syracuse et, depuis 1955, professeur de recherche opérationnelle à l'Université de Columbia. En 1992, il est devenu émérite. 
Il est particulièrement connu pour avoir travaillé sur la théorie de la prise de décision de Markov. 
En 1961-1962, il est professeur invité au Technion et professeur invité à Stanford, Berkeley, à l'Imperial College de Londres et à l'Université de Californie à Davis. 

## Prix et distinctions
En 2002, il a reçu le prix de théorie John-von-Neumann, conjointement avec Donald Iglehart, « pour leurs contributions fondamentales à l'analyse des performances et l'optimisation de systèmes stochastiques ». Il est membre de l'Institut de statistique mathématique et de la Société américaine de statistique. 

## Publications
- avec Sheldon M. Ross, "Statistical aspects of quality control", 1997.
- avec Ingram Olkin et Leon Gleser, "Probability models and applications", 1994.
- avec L. Gleser and I. Olkin, "A guide to probability theory and application", 1973,
- "Finite state Markovian decision processes", 1970.
- avec M. Klein, "Probability and statistical inference for engineers: a first course",  1959.